# 14172 Amanolivere
14172 Amanolivere eller 1998 VN8 är en asteroid i huvudbältet som upptäcktes den 10 november 1998 av LINEAR i Socorro County, New Mexico. Den är uppkallad efter Amanda Olivere.